# Darja Kasatkina

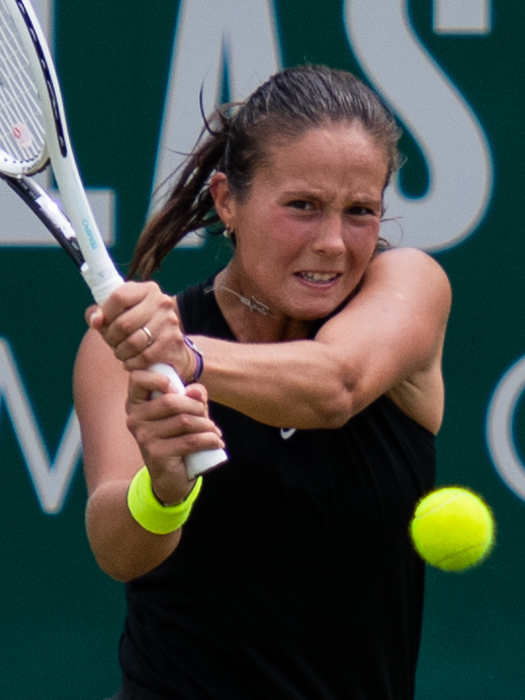
Birmingham 2021

Darja Sergejevna Kasatkina (Russisch: Дарья Сергеевна Касаткина) (Toljatti, 7 mei 1997) is een tennisspeelster uit Australië, geboren in Rusland. Zij begon op zesjarige leeftijd met tennis. Haar favoriete ondergrond is gravel. Zij speelt rechtshandig en heeft een tweehandige backhand. Zij is actief in het internationale tennis sinds 2013. Sinds 31 maart 2025 komt zij voor Australië uit.

## Loopbaan
In 2014 won Kasatkina Roland Garros voor junioren.
In 2015 speelde zij op het US Open haar eerste grandslamtoernooi, als lucky loser doordat Maria Sjarapova wegens een beenblessure het toernooi afzegde. Kasatkina bereikte hierin de derde ronde, door Darja Gavrilova en Ana Konjuh te verslaan, waarna Kristina Mladenovic haar uitschakelde. Een maand later won zij haar eerste WTA-titel, op het dubbelspeltoernooi van Moskou, samen met landgenote Jelena Vesnina.
In 2016 bereikte zij ook de derde ronde in zowel het Australian Open, Roland Garros als Wimbledon 2016. In datzelfde jaar nam zij deel aan de Olympische spelen in Rio de Janeiro – zowel in het enkel- als het dubbelspel bereikte zij daar de kwartfinale.
Zij stond in 2017 voor het eerst in een WTA-enkelspelfinale, op het toernooi van Charleston – hier veroverde zij haar eerste enkelspeltitel, door de Letse Jeļena Ostapenko te verslaan. In oktober 2018 won zij haar tweede WTA-enkelspeltitel, op het WTA-toernooi van Moskou – in de finale versloeg zij Ons Jabeur uit Tunesië. Daardoor trad zij toe tot de top tien van de WTA-ranglijst, waaruit zij eind januari 2019 weer verdween.
In de periode 2016–2021 maakte Kasatkina deel uit van het Russische Fed Cup-team – zij behaalde daar een winst/verlies-balans van 7–3.
In 2021 won Kasatkina haar derde titel, tijdens de Phillip Island Trophy in Melbourne – in de eindstrijd zegevierde zij over de Tsjechische Marie Bouzková. Een maand later pakte zij haar vierde titel, op het WTA-toernooi van Sint-Petersburg, waar haar finale-opponent Margarita Gasparjan wegens een blessure moest opgeven.
In 2022 bereikte Kasatkina op Roland Garros de halve finale in het enkelspel, haar beste grandslamresultaat op dat moment. In augustus won zij haar vijfde enkelspeltitel, op het WTA-toernooi van San José. Daarmee maakte zij haar herintrede in de top tien, die zij in januari 2019 had verlaten. Later die maand won zij de zesde WTA-titel in de Canadese plaats Granby. In juni 2023 zakte zij weer uit de top tien weg.
In juni 2024 won Kasatkina haar zevende WTA-titel, in Eastbourne – in de finale versloeg zij de Canadese Leylah Fernandez. In oktober volgde de achtste, op het WTA 500-toernooi van Ningbo, waar zij te sterk was voor landgenote Mirra Andrejeva. Hiermee maakte zij haar herintrede in de top tien.

## Persoonlijk
Kasatkina heeft sinds 2022 een relatie met voormalig kunstschaatser Natalja Zabijako.

## Posities op deWTA-ranglijst
Positie per einde seizoen:
| jaar | rang enkelspel | rang dubbelspel |
| ---- | -------------- | --------------- |
| 2014 | 370            | –               |
| 2015 | 72             | 118             |
| 2016 | 27             | 48              |
| 2017 | 24             | 67              |
| 2018 | 10             | 412             |
| 2019 | 69             | 127             |
| 2020 | 71             | 141             |
| 2021 | 26             | 283             |
| 2022 | 8              | 642             |
| 2023 | 18             | 489             |
| 2024 | 9              | 378             |

## Resultaten grandslamtoernooien
| Legenda | Legenda                          |
| ------- | -------------------------------- |
| g.t.    | geen toernooi gehouden           |
| l.c.    | lagere categorie                 |
| –       | niet deelgenomen                 |
| G       | uitgeschakeld in de groepsfase   |
| 1R      | uitgeschakeld in de eerste ronde |
| 2R      | uitgeschakeld in de tweede ronde |
| 3R      | uitgeschakeld in de derde ronde  |
| 4R      | uitgeschakeld in de vierde ronde |
| KF      | uitgeschakeld in de kwartfinale  |
| HF      | uitgeschakeld in de halve finale |
| F       | de finale verloren               |
| W       | het toernooi gewonnen            |
| w-v     | winst/verlies-balans             |

### Enkelspel
| toernooi        | 2015 | 2016 | 2017 | 2018 | 2019 | 2020 | 2021 | 2022 | 2023 | 2024 | 2025 |
| --------------- | ---- | ---- | ---- | ---- | ---- | ---- | ---- | ---- | ---- | ---- | ---- |
| Australian Open | –    | 3R   | 1R   | 2R   | 1R   | 1R   | 2R   | 3R   | 1R   | 2R   | 4R   |
| Roland Garros   | –    | 3R   | 3R   | KF   | 2R   | 2R   | 3R   | HF   | 4R   | 2R   |      |
| Wimbledon       | –    | 3R   | 2R   | KF   | 1R   | g.t. | 2R   | –    | 3R   | 3R   |      |
| US Open         | 3R   | 1R   | 4R   | 2R   | 1R   | 1R   | 3R   | 1R   | 4R   | 2R   |      |

### Vrouwendubbelspel
| toernooi        | 2016 | 2017 | 2018 | 2019 |    | 2021 | 2022 |
| --------------- | ---- | ---- | ---- | ---- | -- | ---- | ---- |
| Australian Open | 2R   | 1R   | 1R   | –    | 1R | 1R   |      |
| Roland Garros   | 1R   | 2R   | 1R   | 3R   | –  | –    |      |
| Wimbledon       | 3R   | –    | –    | 1R   | 1R | –    |      |
| US Open         | 2R   | 3R   | –    | 2R   | 2R | –    |      |

## Palmares
| Legenda                 |
| ----------------------- |
| Grandslamtoernooi       |
| Olympische Spelen       |
| Year-End Championships  |
| Premier Mandatory       |
| Premier Five / WTA 1000 |
| Premier / WTA 500       |
| International / WTA 250 |
| Challenger / WTA 125    |

### Overwinningen op een regerend nummer 1
Kasatkina heeft tot op heden éénmaal een partij tegen een op dat ogenblik heersend leider van de wereldranglijst gewonnen (peildatum 1 augustus 2019):
| nr. | datum      | toernooi            | ronde       | tegenstandster     | score    |         |
| --- | ---------- | ------------------- | ----------- | ------------------ | -------- | ------- |
| 1.  | 2018-02-02 | WTA Sint-Petersburg | kwartfinale | Caroline Wozniacki | 7-6, 6-3 | details |

### WTA-finaleplaatsen enkelspel
| nr.              | finale     | toernooi            | ondergrond    | tegenstandster      | score          |         |
| ---------------- | ---------- | ------------------- | ------------- | ------------------- | -------------- | ------- |
| gewonnen finales |            |                     |               |                     |                |         |
| 1.               | 2017-04-09 | WTA Charleston      | gravel        | Jeļena Ostapenko    | 6-3, 6-1       | details |
| 2.               | 2018-10-20 | WTA Moskou          | hardcourt (i) | Ons Jabeur          | 2-6, 7-6, 6-4  | details |
| 3.               | 2021-02-19 | WTA Melbourne       | hardcourt     | Marie Bouzková      | 4-6, 6-2, 6-2  | details |
| 4.               | 2021-03-21 | WTA Sint-Petersburg | hardcourt (i) | Margarita Gasparjan | 6-3, 2-1, opg. | details |
| 5.               | 2022-08-07 | WTA San José        | hardcourt     | Shelby Rogers       | 6-7, 6-1, 6-2  | details |
| 6.               | 2022-08-27 | WTA Granby          | hardcourt     | Darja Gavrilova     | 6-4, 6-4       | details |
| 7.               | 2024-06-29 | WTA Eastbourne      | gras          | Leylah Fernandez    | 6-3, 6-4       | details |
| 8.               | 2024-10-20 | WTA Ningbo          | hardcourt     | Mirra Andrejeva     | 6-0, 4-6, 6-4  | details |
| verloren finales |            |                     |               |                     |                |         |
| 01.              | 2017-10-21 | WTA Moskou          | hardcourt (i) | Julia Görges        | 1-6, 2-6       | details |
| 02.              | 2018-02-24 | WTA Dubai           | hardcourt     | Elina Svitolina     | 4-6, 0-6       | details |
| 03.              | 2018-03-18 | WTA Indian Wells    | hardcourt     | Naomi Osaka         | 3-6, 2-6       | details |
| 04.              | 2021-06-20 | WTA Birmingham      | gras          | Ons Jabeur          | 5-7, 4-6       | details |
| 05.              | 2021-08-08 | WTA San José        | hardcourt     | Danielle Collins    | 3-6, 7-6, 1-6  | details |
| 06.              | 2023-01-14 | WTA Adelaide        | hardcourt     | Belinda Bencic      | 2-6, 0-6       | details |
| 07.              | 2023-07-01 | WTA Eastbourne      | gras          | Madison Keys        | 2-6, 6-7       | details |
| 08.              | 2024-01-13 | WTA Adelaide        | hardcourt     | Jeļena Ostapenko    | 3-6, 2-6       | details |
| 09.              | 2024-02-11 | WTA Abu Dhabi       | hardcourt     | Jelena Rybakina     | 1-6, 4-6       | details |
| 10.              | 2024-04-07 | WTA Charleston      | gravel        | Danielle Collins    | 2-6, 1-6       | details |
| 11.              | 2024-09-22 | WTA Seoel           | hardcourt     | Beatriz Haddad Maia | 6-1, 4-6, 1-6  | details |

### WTA-finaleplaatsen vrouwendubbelspel
| nr.              | finale     | toernooi   | ondergrond    | partner         | tegenstandsters                            | score            |         |
| ---------------- | ---------- | ---------- | ------------- | --------------- | ------------------------------------------ | ---------------- | ------- |
| gewonnen finales |            |            |               |                 |                                            |                  |         |
| 1.               | 2015-10-23 | WTA Moskou | hardcourt (i) | Jelena Vesnina  | Irina-Camelia Begu Monica Niculescu        | 6-3, 6-7, [10-5] | details |
| verloren finales |            |            |               |                 |                                            |                  |         |
| 1.               | 2016-10-21 | WTA Moskou | hardcourt (i) | Darja Gavrilova | Andrea Hlaváčková Lucie Hradecká           | 6-4, 0-6, [7-10] | details |
| 2.               | 2017-09-23 | WTA Tokio  | hardcourt     | Darja Gavrilova | Andreja Klepač María José Martínez Sánchez | 3-6, 2-6         | details |